# Rebecca Johnston
Rebecca Anne Johnston (Sudbury, 24 de setembro de 1989) é uma jogadora de hóquei no gelo canadense. Ela jogou quatro temporadas na Universidade Cornell e foi selecionada em segundo lugar geral no Draft da CWHL de 2012 pelo Calgary Inferno.
Johnston foi a primeira jogadora de Cornell a ser nomeada pela primeira equipe do ECAC Hockey e receber as honras de novata do ano. Nos Jogos Olímpicos de Inverno de 2010 em Vancouver, nos Jogos Olímpicos de Inverno de 2014 em Sóchi e nos Jogos Olímpicos de Inverno de 2022 em Pequim, conquistou a medalha de ouro no torneio feminino.